# 倒馬關
倒馬關在《戰國策》中稱呼為鴻上關（又稱鴻之塞），漢朝時稱常山關，古名靑龍口關。所在今为河北省保定市唐县倒马关乡。
倒馬關和紫荊關、居庸關合稱為宋代內三關。和紫荊關、居庸關、故關稱為明朝京西四大關。倒馬關建於1452年，在1465年大規模整修
明朝馬中錫的《倒馬關師序》稱路途險峻、山路崎嶇，馬容易遇阻礙而跌倒。